# Dinoponera gigantea
Dinoponera gigantea is een mierensoort uit de onderfamilie van de Ponerinae. De wetenschappelijke naam van de soort is voor het eerst geldig gepubliceerd in 1833 door Perty.